# Æ̆
Cette page contient des caractères spéciaux ou non latins. S’ils s’affichent mal (▯, ?, etc.), consultez la page d’aide Unicode.
Æ̆ (minuscule : æ̆), ou E-dans-l’A brève, est une lettre latine utilisée dans certaines romanisations de l’alphasyllabaire cingalais. Elle est composée de la lettre E-dans-l’A diacritée d’une brève.

## Utilisation
Le E-dans-l’A brève ‹ æ̆ › est utilisé dans la romanisation du cingalais du GENUNG (Groupe d’experts des Nations unies pour les noms géographiques) pour transcrire la voyelle courte æ ‹ ඇ ›.

## Représentations informatiques
Le E-dans-l’A brève peut être représenté avec les caractères Unicode suivants :
- décomposé (latin de base, diacritiques) :

| formes    | représentations | chaînes de caractères | points de code | descriptions                                 |
| --------- | --------------- | --------------------- | -------------- | -------------------------------------------- |
| capitale  | Æ̆               | Æ◌̆                    | U+00C6 U+0306  | lettre majuscule latine ae diacritique brève |
| minuscule | æ̆               | æ◌̆                    | U+00E6 U+0306  | lettre minuscule latine ae diacritique brève |